# Hoa Thành
Hoa Thành là một thị trấn huyện lỵ cũ thuộc huyện Yên Thành cũ, tỉnh Nghệ An, Việt Nam.
Ngày 1 tháng 12 năm 2024, Thành lập thị trấn Hoa Thành trên cơ sở nhập toàn bộ diện tích tự nhiên là 3,48 km2, quy mô dân số là 5.726 người của xã Hoa Thành và toàn bộ diện tích tự nhiên là 2,61 km2, quy mô dân số là 5.774 người của thị trấn Yên Thành. Sau khi thành lập, thị trấn Hoa Thành có diện tích tự nhiên là 6,09 km2 và quy mô dân số là 11.500 người.
Thị trấn Hoa Thành giáp các xã Đông Thành, Tăng Thành và Văn Thành; 